# Západovýchodní díván
Západovýchodní díván (1819, rozšířené vydání 1827, West–östlicher Divan) je sbírka ohlasových básní na perskou poezii. Jejím autorem je německý básník Johann Wolfgang von Goethe, který se inspiroval především dílem perského básníka Háfize. Sbírka vznikala již od roku 1814 jednak na základě překladů a studií Josepha von Hammera, jednak pod vlivem jeho přátelství se sopranistkou a tanečnicí Marianne von Willemer (1784-1860), kterou zvěčnil jako Zuleiku v jedné knize sbírky. Díván dokonce obsahuje, jak vyšlo najevo, i některé její básně.
Díván je považován za vrchol básnické tvorby Goethova stáří. Heinrich Heine o sbírce napsal: „Goethe do těchto veršů vložil všechen úchvatný pocit životní rozkoše a stvořil verše tak lehké, tak blažené, tak nadýchané a vzdušné, že se člověk nad nimi v údivu zarazí a sám sebe se ptá, jak něco takového bylo v němčině vůbec možné“. Zároveň Heine považuje toto dílo za selam (pozdrav), který Západ posílá Východu, což podle něho znamená, že „Západ se již nabažil svého zimomřivě vyhublého spiritualismu a že by se rád osvěžil zdravým tělesným světem Orientu“.

## Obsah sbírky

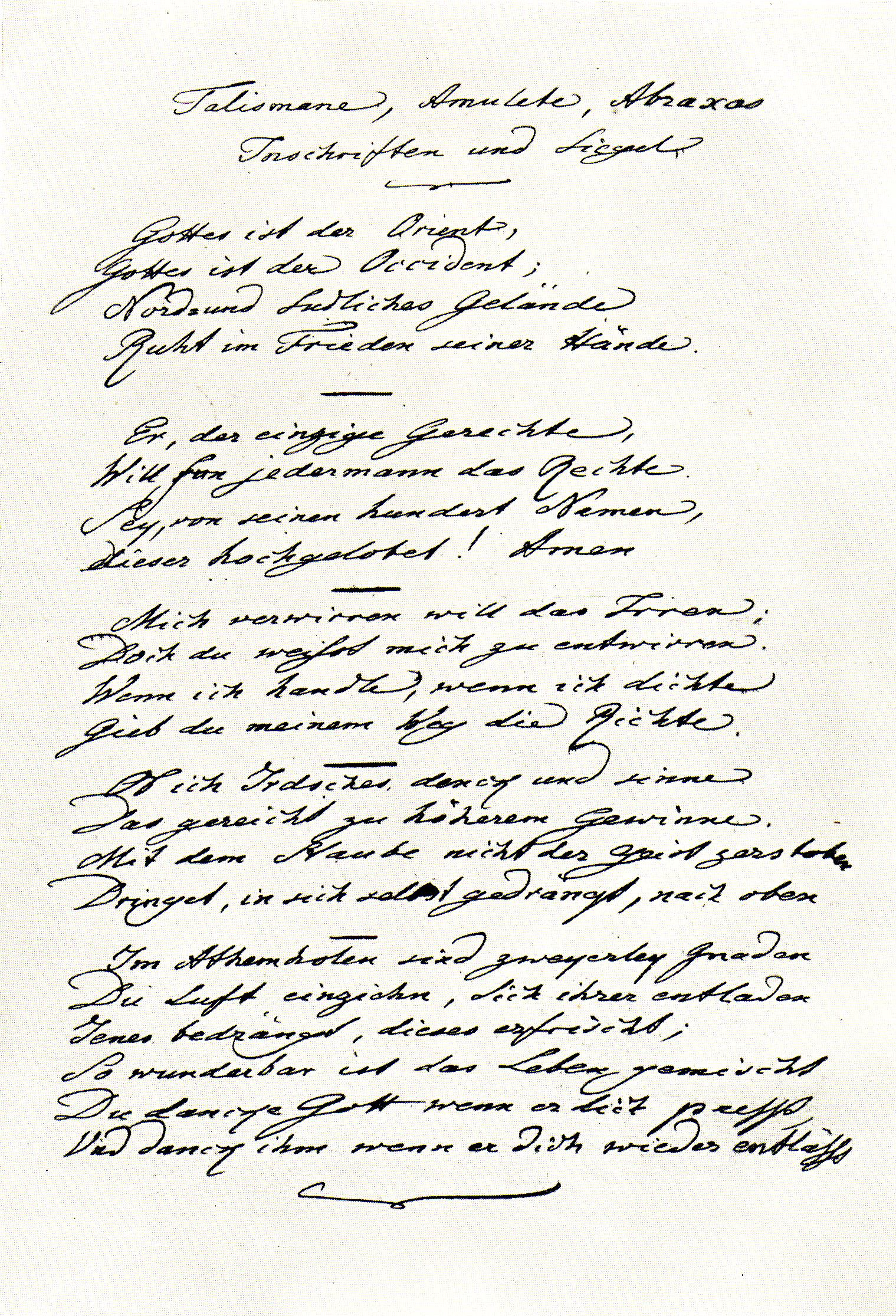
Goethův rukopis básně Talismany z roku 1815

Sbírka, jejíž název evokuje nejen vztah mezi Evropou a Blízkým východem, ale také mezi latinskou a perskou kulturou a mezi křesťanstvím a islámem, je rozdělena do dvanácti knih:
- Kniha pěvcova (Moganni Nameh – Buch des Sängers),
- Kniha Háfizova (Hafis Nameh – Buch Hafis),
- Kniha lásky (Usch Nameh – Buch der Liebe),
- Kniha úvah (Tefkir Nameh – Buch der Betrachtungen),
- Kniha rozladění (Rendsch Nameh – Buch des Unmuths),
- Kniha pořekadel (Hikmet Nameh – Buch der Sprüche),
- Kniha Timúrova (Timur Nameh – Buch des Timur),
- Kniha Zuleičina (Suleika Nameh – Buch Suleika),
- Kniha šenkova (Saki Nameh – Das Schenkenbuch),
- Kniha parabol (Mathal Nameh – Buch der Parabeln),
- Kniha pársího (Parsi Nameh – Buch des Parsen),
- Kniha ráje (Chuld Nameh – Buch des Paradieses).

Básně obsažené ve sbírce jsou nejrůznějších žánrů: paraboly, historické aluze, invektivy, milostné verše, parafráze i politicky a nábožensky orientovaná poezie.
Pro lepší pochopení Dívánu přidal Goethe do sbírky Poznámky a pojednání (Noten und Abhandlungen), které dokazují, jak hluboko myšlenkově pronikl do světa Východu. Zabývá se v nich historickou rolí Židů, Arabů a Peršanů v dějinách, Starým zákonem, Muhammadem, Koránem (dokonce vyjadřuje své přesvědčení o božském původu slov Koránu), vládou chalífů a podstatou a významem islámu, vrcholnými perskými básníky jako byl Firdausí, Anvarí, Nizámí, Rúmí, Sa'dí, Háfiz a Džámí, básnickými druhy, přínosem cestovatelů pro poznání Východu a dalšími oblastmi.

## Ohlasy
Západovýchodní díván ovlivnil mimo jiné například básníka Friedricha Rückerta, který roku 1822 vydal svou sbírku orientální poezie Východní růže (Östliche Rosen). Roku 1923 odpověděl na Goethův pozdrav Východu perský mluvící indický básník Muhammad Iqbal ve sbírce básní Poselství východu (Payam-i-Mashriq).
Různé básně ze sbírky zhudebnil například Franz Schubert, Robert Schumann, Felix Mendelssohn-Bartholdy, Hugo Wolf, Richard Strauss, Arnold Schoenberg a Othmar Schoeck.
Roku 1999 byl podle Goethovy sbírky pojmenován symfonický orchestr West-Eastern Divan Orchestra.

## Česká vydání
- Západovýchodní díván, Praha: František Borový 1928, přeložil Otokar Fischer.
- Západovýchodní díván, Praha: SNKLHU 1955, přeložil Otokar Fischer, Poznámky a pojednání přeložil Bohumil Franěk.
- Kniha Zulejčina, Praha: Supraphon 1981, přeložil Vladimír Mikeš.